# Onisim Colta
Onisim Colta ( n. 10 iunie 1952, în Baia Sprie, Maramureș - d. 7 octombrie 2022, Arad) a fost un pictor, scenograf român, conferențiar universitar.  

## Biografie
A absolvit Academia de Arte Vizuale “Ion Andreescu”  din Cluj-Napoca, secția pictură, în 1976, în clasa prof. Paul Sima. În 2006 obține titlul Dr. în Arte Vizuale – Universitatea de Arte și Design, Cluj Napoca (Summa cum laude). Parcurge un stagiu de perfecționare profesională post-universitară, de cinci ani în cadrul Centrului Special de perfecționare profesională București pe linie de scenografie între anii 1978-1980 și respectiv între 1983-1985.
Membru al UAP din 1980; membru A.I.A.P. din 1995;  Conf. univ. la Facultatea de Arte Vizuale  Oradea în perioada 1998-2005.
Președintele Filialei Arad a UAP, 1994-1998; Vicepreședinte al Filialei Arad a UAP din  1998;
Redactor artistic la Revista “ARCA” din 2000.
Din 1976 lucrează, în baza unei repartiții ministeriale, ca scenograf la Teatrul de Stat din Arad montând până în prezent peste 70 de spectacole.
Din 2003 publică în paginile revistei ARCA, comentarii plastice, studii, însoțite de reproduceri, pe marginea operei unor artiști de seamă din peisajul plasticii românești contemporane ca Liviu Suhar, Zamfir Dumitrescu, Mihai Mănescu, Marin Gherasim, Constantin Flondor, Paul Gherasim sau Liviu Mocan.

## Premii
- 1988 – Premiul tineretului - Bienala Națională de Desen Arad;
- 1990 – Premiul UAP - Bienala Națională de Desen Arad;
- 1997 – Premiul de Excelență al PD Arad (Arte Vizuale);
- 1998 – Marele premiu - UAP, Arad;
- 1999 – Premiul Rotary Club Arad, Bienala Națională de Desen Arad‘99;
- 1999 – Premiul pentru pictură al UAP Arad;
- 2000 – Premiul pentru pictură al U.A.P. Arad;
- 2001 – Premiul “Sever Frențiu”, Bienala Internațională de Desen, Arad;
- 2003 – Premiul de Excelență al PD Arad (Arte Vizuale);
- 2005 – Premiul de Excelență (Arte Vizuale) – acordat de Centrul Cultural Județean Arad;
- 2006 – Premiul de Excelență (Arte Vizuale) – acordat de Fundația Concordia Arad, Rotary Club Arad și Lions Club Arad;
- 2006 – Premiul pentru grafică al U.A.P. din România;
- 2007 – Premiul de excelență acordat de Primăria Arad;
- 2007 – Premiul de excelență pentru grafică “ Eugen Popa” – arad biennial 2007;

## Expoziții

#### Expoziții ale Filialei U.A.P. Arad
Din 1975 până în prezent participă cu regularitate la cele 33 de expoziții anuale ale filialei în galeriile “Alfa”, “Arta” și “Delta” precum și la expozițiile artiștilor arădeni la Szarvas, Gyula, Kaposvar și Bekescsaba, Ungaria, Zrenjanin, Iugoslavia și Heidelberg, Germania.

### Expoziții cu program
200x62x51cm, 2004]]
- 1977 - “4 tineri artiști plastici arădeni” - Galeria “Alfa” Arad;
- 1978 - “Portretul” - Galeria “Alfa” Arad;
- 1979 - “Corpul uman” - Galeria “Alfa” Arad;
- 1980 - “Copacul” - Galeria “Alfa” Arad;
- 1980 - “Estetica urbană” - Galeria “Alfa” Arad;
- 1981 - “Copacul” II - Galeria “Alfa” Arad;
- 1981 - “Medium” 1 - Muzeul de Artă Sf. Gheorghe;
- 1982 - “Copacul” - II Galeriile “Helios” Timișoara;
- 1986 - “Spațiul oglindă” - Institutul “I. Mincu” București;
- 1986 - “Estetica urbană”  - II Galeria “Arta” Arad;
- 1989 - “Trompe I’oeil” - Galeria “Orizont” București;
- 1992 - Expoziția “Generația ‘80” - Muzeul de Artă, Arad;
- 1994 - “Medium” 3 - Muzeul de Artă Sf. Gheorghe;
- 1994 - “Art Unlimited s.r.l.” - Muzeul de Artă Arad;
- 1995 - “Copacul III” - Galeria națională “Delta” Arad;
- 1996 - Expoziția inaugurală “APA” - Galeria “Turnul de apă” Arad;
- 1998 - Expoziția de pictură experimentală - Galeria U.A.P. Oradea;
- 2001 – Expoziția de sculptură “ Actualitatea paradigmei Brâncuși” -  Galeria Fundației Interart “Triade” Timișoara;
- 2002 – Expoziția “ Cartea ca obiect de artă” - Galeria Fundației Interart “Triade” Timișoara;
- 2002 – Expoziția “In Memoriam Ioan161 Alexandru” - Galeriile UAP Bistrița;
- 2003 – Expoziția „Provocarile Mileniului III”, Muzeul Tarii Crișurilor, Oradea;
- 2007 – Expoziția „Chipul lui Hristos – De la icoană la simbol”, Muzeul Mitropoliei Banatului Timișoara;
- 2007 – Expoziția „7 graficieni români contemporani”, Dana Gallery, Iași.

### Expoziții naționale
- 1975 - Festivalul artei studențești - Sibiu;
- 1976 - Bienala tineretului - Muzeul de Artă Cluj Napoca;
- 1977 - Salonul republican de pictură și sculptură - Teatrul Național București;
- 1978 - Bienala tineretului - Palatul Culturii Iași;
- 1979 - Salonul republican de pictură și sculptură - sala “Dalles”, Bucuresti;
- 1979 - Trienala de scenografie - sala “Dalles”Bucuresti;
- 1980 - Salonul republican de pictură și sculptură - sala “Dalles”, Bucuresti;
- 1981 - Bienala tineretului - Teatrul Național București;
- 1982 - Trienala de scenografie - sala “Dalles”, Bucuresti;
- 1982 - Expoziția Nationala de scenografie - Palatul Culturii Tg. Mureș;
- 1984 - Bienala “Atelier 35” Cluj Napoca - Muzeul Unirii, Alba Iulia;
- 1985 - Trienala de scenografie - sala “Dalles”, București;
- 1986 - Bienala de grafică - sala “Dalles”, București; Bienala “Atelier 35” - Cluj-Napoca - Palatul Culturii Tg. Mureș;
- 1988 - Bienala Națională de Desen ediția I - Galeria “Arta”, Arad;
- 1990 - Bienala Națională de Desen ediția a II-a - Galeria “Arta” Arad;
- 1992 - Arta românească contemporană / Generația 80 / Teatrul Național București;
- 1992 - Trienala de scenografie - sala “Dalles” Bucuresti;
- 1995 - Bienala Nationala de Desen editia a III-a Galeria “Delta” Arad;
- 1996 - Bienala Nationala de Sculptura Mica, editia a III-a - Galeria “Delta” Arad;
- 1997 - Bienala Nationala de Desen, editia a IV-a - Galeria “Delta” Arad;
- 1998 - Bienala Nationala de Sculptura Mica, editia a IV-a Galeria “Delta” Arad;
- 1999 - Bienala Nationala de Desen - Arad’99 – Galeria “Delta” Arad;
- 1999 - Salonul National Bienal de Desen - Arad’99 – Galeria “Delta” Arad;
- 1999 - Salonul National de Arta Resita – Muzeul de Istorie Resita;
- 2000 – Salonul National Bienal de Sculptura Mica – Galeria “Delta” Arad;
- 2001 – Salonul National Bienal de Desen – Galeria “ Delta” Arad;
- 2002 – Salonul National Bienal de Sculptura – Galeria “ Delta “Arad;
- 2003 – Salonul National Bienal de Desen – Galeria „Delta” Arad;
- 2004 – Bienala Nationala de Sculptura Mica, editia a V-a Galeria “Delta” Arad;
- 2005 – Salonul National Bienal de Desen – Galeria „Delta” Arad;
- 2006 – Expoziția Națională a UAP din România, București.

### Expoziții internaționale
- 1979 - Trienala internațională de pictură, sculptura, grafica “Împotriva razboiului” - Majdanek, Polonia;
- 1981 - Concursul international de desen “Joan Miro”, Fundatia Joan Miro - Barcelona si Muzeul de Arta Contemporana Madrid, Spania.
- Galeria “Atrio” - Vila Real, Portugalia, Trienala internațională de desen - Wroclaw, Polonia.
- 1982 - Concursul international de desen “Joan Miro”, Fundatia Joan Miro - Barcelona, Spania - Expoziția de scenografie româneasca -

Moscova
- 1984 - Concursul international de acuarela - Fundatia “Sinaide Ghi” - Roma, Italia;
- 1985 - Bienala internațională - Valparaiso, Chile;
- 1986 - Concursul international de acuarela -Fundatia “Sinaide Ghi” - Roma, Italia;
- 1987 - Bienala internațională Sao Paolo, Brazilia;
- 1988 - Trienala internațională de desen -Wroclaw, Polonia;
- 1991 - Arta româneasca la Seznt Endre, Ungaria;
- 1992 - Expoziția internațională de grafica Yokohama, Japonia;
- 1992 - Arta româneasca - Biblioteca Româna - New York, SUA;
- 1993 - Bienala internațională de grafica - Gyor, Ungaria;
- 1994 - Trienala internațională Majdanek, Polonia;
- 1995 - Expoziția internațională de grafica - Tama University Tokyo, Japonia;
- 1996 - Trienala internațională de pictură - Sofia, Bulgaria;
- 1996 - Trienala internațională de grafica mica, Cluj Napoca;
- 1997 - Expoziția taberei internationale de pictură Baia Mare, Muzeul Huniazilor;
- 1997 - Expoziția artistilor aradeni de la Kaposvar, Ungaria;
- 1998 - Târgul international de arte vizuale (TIAV), Muzeul National de Arta Bucuresti;
- 1999 - Expoziția internațională de grafica - Roma, Italia;
- 1999 - Târgul international de Arte Vizuale – Muzeul Cotroceni, Bucuresti;
- 1999 - Expoziția internațională “Peretele”, Kaposvar, Ungaria;
- 2000 - Expoziția Naturalism, Realism, Verism, Kórtas Magyar – Galeria Dunaiskasreda;
- 2000 - Trienala internațională de grafica - Majdanek, Polonia;
- 2003 - Quadrienala internațională de scenografie - Praga, Cehia;
- 2004 – Trienala internatională de grafica – Majdank, Polonia;
- 2004 – Expoziția internațională de arta contemporana – Muzeul de Arta Arad;
- 2005 – Bienala internațională de arta contemporana Arad;
- 2005 - Trienala internațională „Icon Data World Prints”, Cracovia, Polonia;
- 2006 – Expoziția „Artiștilor de câmpie”,Muzeul Munkacsy, Bekescsaba, Ungaria;
- 2007– Expoziția „Artiștilor de câmpie”, Muzeul Munkacsy, Bekescsaba, Ungaria;

### Expozitii personale
- 1976– Galeriile de Arta “Filo”, Cluj;
- 1978– Galeria “Alfa”, Arad;
- 1980– Galeria U.A.P., Cluj;
- 1982– Galeriile Internationale “Diogene”, Athena, Grecia;
- 1986– Galeria “Caminul Artei”, Bucuresti;
- 1987– Galeria “Helios”, Timisoara;
- 1988– Galeria “Severin Rautenberg”, Aachen, Germania;
- 1989– Galeria “Vatra”, Tg.-Mures ;
- 1989– Galeria “Rosengarten”, Bielefeld, Germania;
- 1992– Galeria “Arta”, Arad;
- 1994– Centrul Cultural Român, Budapesta,Ungaria;
- 1994– Editura “Noi”, Gyula, Ungaria;
- 1996– Muzeul National de Arta Cluj;
- 1998– Muzeul de Arta Oradea;
- 1999– Muzeul Erkel Ferenc, Sala Dürer, Gyula,Ungaria;
- 2000– Muzeul de Arta Arad;
- 2001– “Sparkasse, Menden, Germania;;
- 2001– Galeria Interart “Triade” Timisoara
- 2002– Galeria “ Leidens” Menden, Germania;
- 2002– Revista “ARCA”, Arad;
- 2002 – Galeria Delta Arad;
- 2003– Galeria “Delta”, Arad;
- 2003 – Centrul Cultural Ungar, București;;;
- 2004– Galeria Tour – Inform, Gyula, Ungaria;;
- 2004 – Galeria Casei Municipale de Cultura Agadir, Maroc;
- 2005 – Muzeul de Artă Baia-Mare – („Tâlcurile tăcerii”);
- 2006 – Galeriile UAP Bistrița – („Gânduri despre zarea din noi”);
- 2006 – Muzeul de Artă Cluj-Napoca – („O cale spre centru”);
- 2006 – Pecsi Galeria, Pecs, Ungaria – („O cale spre centru”);
- 2007 – Sparkasse Menden, Germania ( “Cu fața spre centru”)Lucrari în colectii de stat: România, Polonia, Ungaria, Iugoslavia, Vatican Lucrări în colecții particulare: România, Franța, Italia, Grecia, Germania, Olanda, Israel, SUA, Belgia, Elveția, Japonia, Ungaria, Singapore, Slovacia.

### Tabere de creație
- 1989 - Tabara internațională de pictură și grafica ECKA - Zrenjanin, Yugoslavia;
- 1996 - Tabara internațională de literatura și pictura - Nadlac;
- 1997 - Tabara internațională de pictură - Baia Mare;
- 1998 - Tabara internațională de pictură – Blaj;
- 2007 – „Formă, culoare, timp” – Negrești-Oaș;

Jurii: Membru în jurii la expoziții internaționale, naționale și județene.

## Lucrări și cronică
|  | ...Iconografia operei se animă cu reconstituiri din planul memoriei sale afective, decisiv și puternic marcată de sonoritățile încărcate de taină ale rusticului autohton. Sacrul se interferează organic și armonic cu lumescul, cel dintâi iradiind un suflu solemn și ritualic, iar cel din urmă respirând într-o notă senină, de o frustă simplitate și poezie /.../. Păstrându-i plăcerea nuanțării și sugestiei, ne restituie componenta rară a muzicalității astrale, sugerând acea stranie senzație de pelerinaj între palpabil și diafan. Ambele se scaldă sub aura unei austere frumuseți. O poartă veche, un Perete, Arcade, Acoperiș-Piramidă, Ferestre, Poartă părăsită, Umbre etc. toate duc către un dincolo etern pe care trecerea nu-l poate eroda, pentru că aparține de ființa inconfundabilă a unei civilizații și a unui neam. Fiecare imagine în care se face recurs la însemnele simbolice ale unui trecut multisecular reprezintă în esență o oglindire, o fixare în durabil a ceea ce nu se poate altera. E acea stare de grație când omul își trăiește curat condiția. Emblematic, una din cele mai sugestive lucrări, se intitulează, Via, veritas, vita, în care vedem, transfigurată superb, ideea că numai acea cale,ce trece prin adevăr, duce la viață autentică. Onisim Colta posedă acea energie miraculoasă ce poate înnobila, chiar și însemnele banale ale concretului insipid. În spiritul artei povera, asistăm la o ridicare a derizoriului în planul evidenței onorabile, cu funcție estetică, pentru că a avut loc o transfigurare | — Negoiță Lăptoiu, 1996 |